# Herman Sundberg
Olof Herman Sundberg, född den 6 september 1870 i Ljusdals församling, Gävleborgs län, död den 17 december 1953 i Djursholm, Danderyds församling, Stockholms län, var en svensk militär.
Sundberg blev underlöjtnant vid Hälsinge regemente 1891, löjtnant dår 1896 och kapten där 1904. Han befordrades till major vid Kronobergs regemente 1915 och senare till överstelöjtnant i armén. Sundberg var överste och chef för Västernorrlands regemente 1923–1930. Han övergick därefter till Norra arméfördelningens reserv. Sundberg blev riddare av Svärdsorden 1912, kommendör av andra klassen av samma orden 1926 och kommendör av första klassen 1929. Han vilar på Ljusdals södra kyrkogård.